# دينيس هامل
دينيس هامل هو لاعب هوكي الجليد كندي، ولد في 10 مايو 1977 في لاشوت في كندا.

## وصلات خارجية
- دينيس هامل على موقع دوري الهوكي الوطني (الإنجليزية)
- دينيس هامل على موقع قاعة مشاهير الهوكي (لاعب أن.إتش.أل) (الإنجليزية)
- دينيس هامل على موقع EliteProspects.com (الإنجليزية)
- دينيس هامل على موقع HockeyDB.com (الإنجليزية)
- دينيس هامل على موقع Hockey-Reference.com (الإنجليزية)